# Johnny Coyote
Johnny Coyote – polski zespół bluesowy założony w 2007 w Pile. Utwory grupy inspirowane są bluesem z południowych stanów USA oraz rockiem lat 70. Grał na jednej scenie z takimi zespołami jak: Dżem, TSA, Kasa Chorych, Zdrowa Woda czy band-em Mike Russella – Black Heritage.

## Historia
Zespół Johnny Coyote powstał w styczniu 2007 roku. Założycielem grupy był Janusz Orlikowski – perkusista, który zebrał pozostałych muzyków: gitarzystów Darka Wilka i Piotra Janużyka oraz basistę Aleksandra Szturo.
W styczniu 2009 do zespołu dołączyła wokalistka Ewa Pitura.
Muzycy grali m.in.: na Flower Power Festival w Opatowie, Blues Express w Zakrzewie, Gdynia Blues Festival, Moto-Rock Festival w Antoninie, Festiwal Bluesowy w Kożuchowie, M.U.Z.A. FESTIVAL we Wrocławiu, Blues Party Festival w Pile, czy Polish Blues Challenge 2010 we Włocławku.
8 października 2011 zespół grał również na dużej scenie 31. Rawa Blues Festival.

## Dyskografia
- Blues Bastard, (2011)[2]